# エム・ディー・シー
株式会社エム・ディ・シー（英: MDC Co.,Ltd.）は東京都品川区に本社を置く、広告代理店。
その他、人材総合派遣事業、学校事業、ブランドコンサルティング事業、印刷事業も展開している。

## 企業概要
2000年に後藤剛（現・代表取締役）が個人事業として起業をし、2004年にインターネットやマス媒体、新聞や雑誌などを行う総合広告代理店として株式会社エム・ディ・シーを設立。
2011年5月までは目黒区を拠点とし、WEB広告戦略のコンサルティングを行いながら、職業紹介、人材派遣事業などの人材雇用システムの事業展開を行う。2011年6月より品川区に拠点を移す。

## サービス・運用
- MDCゼスト学院 : 医療介護福祉事業で展開する介護職員の基礎研修の実施
- ダイナビ : 非接触ICカードのFelica端末を利用したモバイル顧客管理システムサービス[3]
- ミュージックスパイダー : ケータイ無料の着メロ、着うた、動画専門検索エンジン[4]
- スゴイ！SEO : 検索エンジン上位表示対策サービス[5]

## 関連会社
- 株式会社ゴットフェニックス
- 株式会社クルンテープ